# Kỹ thuật hạ tầng đô thị
Kĩ thuật hạ tầng đô thị là tập hợp các công tác thiết kế, thi công các công trình, thiết bị kĩ thuật của đô thị - các hệ thống giao thông đô thị, cung cấp nước sinh hoạt, thoát nước mặt, thoát nước bẩn, cung cấp điện, đường dây thông tin, cung cấp hơi đốt, xử lý phân, rác,.v.v. Những hệ thống thiết bị kĩ thuật này nhằm đảm bảo tiện nghi trong sinh hoạt và sản xuất của cộng đồng dân cư đô thị. Các hệ thống hạ tầng đô thị này thường được đặt ngầm dưới mặt đất và được kết hợp với nhau theo những nguyên tắc kĩ thuật có liên quan.